# Nehemiah Green
Nehemiah Green (8 de Março de 1837 – 12 de Janeiro de 1890) foi o quarto Governador do Kansas, exercendo nesse cargo como interino de Novembro de 1868 até Janeiro de 1869. Posteriormente exerceu como Presidente Pro Tempore da Câmara dos Representantes do Kansas.

## Primeiros anos
Green nasceu no Condado de Hardin, Ohio. Em 1885, mudou-se para o Território do Kansas com dois de seus irmãos, Lewis F. e George S., ambos os quais exerceram na assembleia do Kansas. Depois de dois anos no Kansas, Green voltou a Ohio para terminar os seus estudos na Universidade de Wesleyan em Ohio. Depois de se formar em 1859, exerceu como ministro em igrejas Metodistas em Aberdeen e Williamsburg.
Durante a Guerra Civil, Green alistou-se como soldado na 153ª Infantaria de Ohio, um regimento de serviço de 100 dias em 1864, mas uma doença grave no pulmão o forçou a deixar o serviço com a patente de sargento-mor. Após a guerra, Green mudou-se para Manhattan, Kansas, onde exerceu como ministro.

## Carreira política
Em 1866, Green foi eleito Vice-Governador sob o governo de Samuel J. Crawford. Ascendeu ao Governo quando Crawford renunciou para se juntar ao exército um pouco mais de dois meses antes da posse do governador eleito James M. Harvey.
Depois de deixar o cargo, Green voltou ao ministério em Manhattan. Também exerceu como regente e ensinou táticas militares na Universidade Estadual do Kansas. Depois de vários anos fora da política, Green foi eleito para a Câmara dos Representantes do Kansas em 1880 e atuou como Presidente Pro Tempore até 1882. Morreu em 1890 de complicações prolongadas de sua doença da Guerra Civil e está sepultado no Cemitério Sunset, em Manhattan.